# Saint-Paër
 Saint-Paër  es una población y comuna francesa, en la región de Alta Normandía, departamento de Sena Marítimo, en el distrito de Rouen y cantón de Duclair.

## Demografía
| 876 | 873 | 932 | 1218 | 1265 | 1326 |
| Para los censos de 1962 a 1999 la población legal corresponde a la población sin duplicidades (Fuente: INSEE [Consultar]) |     |     |      |      |      |